# SN 2006mf
SN 2006mf – supernowa typu Ia odkryta 15 października 2006 roku w galaktyce A023037-0757. Jej maksymalna jasność wynosiła 20,89m.